# Saison 2018 de l'équipe cycliste Androni Giocattoli-Sidermec
La saison 2018 de l'Androni Giocattoli-Sidermec est la vingt-troisième de cette équipe.

## Préparation de la saison 2018

### Sponsors et financement de l'équipe
L'équipe porte le nom de ses deux principaux sponsors, les entreprises Androni Giocattoli et Sidermec. Toutes deux se sont engagées pour cette saison au cours de l'année 2017. Androni Giocattoli est sponsor de l'équipe depuis 2008,.

### Arrivées et départs
| Arrivées           | Équipe 2017                   |
| ------------------ | ----------------------------- |
| Manuel Belletti    | Wilier Triestina-Selle Italia |
| Alessandro Bisolti | Nippo-Vini Fantini            |
| Luca Chirico       | Torku Şekerspor               |

| Départs         | Équipe 2018                   |
| --------------- | ----------------------------- |
| Egan Bernal     | Sky                           |
| Marco D'Urbano  |                               |
| Luca Pacioni    | Wilier Triestina-Selle Italia |
| Andrea Palini   |                               |
| Alessio Taliani | suspendu                      |

## Coureurs et encadrement technique

### Effectif
| Cycliste           | Date de naissance | Nationalité | Équipe 2017                   |  |
| ------------------ | ----------------- | ----------- | ----------------------------- |  |
| Davide Ballerini   | 21 septembre 1994 | Italie      | Androni Giocattoli            |  |
| Manuel Belletti    | 14 octobre 1985   | Italie      | Wilier Triestina-Selle Italia |  |
| Marco Benfatto     | 6 janvier 1988    | Italie      | Androni Giocattoli            |  |
| Alessandro Bisolti | 7 mars 1985       | Italie      | Nippo-Vini Fantini            |  |
| Raffaello Bonusi   | 31 janvier 1992   | Italie      | Androni Giocattoli            |  |
| Mattia Cattaneo    | 25 octobre 1990   | Italie      | Androni Giocattoli            |  |
| Luca Chirico       | 16 juillet 1992   | Italie      | Torku Şekerspor               |  |
| Marco Frapporti    | 30 mars 1985      | Italie      | Androni Giocattoli            |  |
| Mattia Frapporti   | 2 juillet 1994    | Italie      | Androni Giocattoli            |  |
| Francesco Gavazzi  | 1er août 1984     | Italie      | Androni Giocattoli            |  |
| Matteo Malucelli   | 20 octobre 1993   | Italie      | Androni Giocattoli            |  |
| Fausto Masnada     | 6 novembre 1993   | Italie      | Androni Giocattoli            |  |
| Kevin Rivera       | 28 juin 1998      | Costa Rica  | Androni Giocattoli            |  |
| Iván Sosa          | 31 octobre 1997   | Colombie    | Androni Giocattoli            |  |
| Matteo Spreafico   | 15 février 1993   | Italie      | Androni Giocattoli            |  |
| Rodolfo Torres     | 21 mars 1987      | Colombie    | Androni Giocattoli            |  |
| Andrea Vendrame    | 20 juillet 1994   | Italie      | Androni Giocattoli            |  |

## Bilan de la saison

### Victoires
| Date       | Course                                        | Pays      | Classe | Vainqueur         |
| ---------- | --------------------------------------------- | --------- | ------ | ----------------- |
| 12/01/2018 | 1re étape du Tour du Táchira                  | Venezuela | 2.2    | Matteo Malucelli  |
| 14/01/2018 | 3e étape du Tour du Táchira                   | Venezuela | 2.2    | Matteo Malucelli  |
| 15/01/2018 | 4e étape du Tour du Táchira                   | Venezuela | 2.2    | Iván Sosa         |
| 18/01/2018 | 7e étape du Tour du Táchira                   | Venezuela | 2.2    | Kevin Rivera      |
| 24/03/2018 | 7e étape du Tour de Langkawi                  | Malaisie  | 2.HC   | Manuel Belletti   |
| 26/04/2018 | 2e étape du Tour de Bretagne                  | France    | 2.2    | Matteo Malucelli  |
| 12/05/2018 | 2e étape du Tour d'Aragon                     | Espagne   | 2.1    | Matteo Malucelli  |
| 1/06/2018  | 1re étape du Tour de Bihor                    | Roumanie  | 2.2    | Matteo Malucelli  |
| 2/06/2018  | 2e étape du Tour de Bihor                     | Roumanie  | 2.2    | Iván Sosa         |
| 3/06/2018  | Classement généraldu Tour de Bihor            | Roumanie  | 2.2    | Iván Sosa         |
| 22/06/2018 | 3e étape de l'Adriatica Ionica Race           | Italie    | 2.1    | Iván Sosa         |
| 24/06/2018 | Classement général de l'Adriatica Ionica Race | Italie    | 2.1    | Iván Sosa         |
| 5/07/2018  | Prologue du Sibiu Cycling Tour                | Roumanie  | 2.1    | Davide Ballerini  |
| 6/07/2018  | 1re étape du Sibiu Cycling Tour               | Roumanie  | 2.1    | Iván Sosa         |
| 8/07/2018  | Classement général du Sibiu Cycling Tour      | Roumanie  | 2.1    | Iván Sosa         |
| 05/07/2018 | 1re étape du Tour du Venezuela (es)           | Venezuela | 2.2    | Matteo Malucelli  |
| 08/07/2018 | 4e étape du Tour du Venezuela (es)            | Venezuela | 2.2    | Marco Benfatto    |
| 09/07/2018 | 5e étape du Tour du Venezuela (es)            | Venezuela | 2.2    | Matteo Spreafico  |
| 14/07/2018 | Classement général du Tour du Venezuela (es)  | Venezuela | 2.2    | Matteo Spreafico  |
| 7/08/2018  | 1re étape du Tour de Burgos                   | Espagne   | 2.HC   | Francesco Gavazzi |
| 11/08/2018 | 5e étape du Tour de Burgos                    | Espagne   | 2.HC   | Iván Sosa         |
| 11/08/2018 | Classement général du Tour de Burgos          | Espagne   | 2.HC   | Iván Sosa         |
| 15/08/2018 | 1re étape du Tour de Hongrie                  | Hongrie   | 2.1    | Manuel Belletti   |
| 19/08/2018 | Classement général du Tour de Hongrie         | Hongrie   | 2.1    | Manuel Belletti   |
| 8/09/2018  | 1re étape du Tour de Chine I                  | Chine     | 2.1    | Matteo Malucelli  |
| 10/09/2018 | 3e étape du Tour de Chine I                   | Chine     | 2.1    | Marco Benfatto    |
| 12/09/2018 | 5e étape du Tour de Chine I                   | Chine     | 2.1    | Marco Benfatto    |
| 20/09/2018 | 3e étape du Tour de Chine II                  | Chine     | 2.1    | Seid Lizde        |
| 22/09/2018 | Mémorial Marco Pantani                        | Italie    | 1.1    | Davide Ballerini  |
| 23/09/2018 | Trofeo Matteotti                              | Italie    | 1.1    | Davide Ballerini  |

### Résultats sur les courses majeures
Les tableaux suivants représentent les résultats de l'équipe dans les principales courses du calendrier international dans lesquelles l'équipe bénéficie d'une invitation (les cinq classiques majeures et les trois grands tours). Pour chaque épreuve est indiqué le meilleur coureur de l'équipe, son classement ainsi que les accessits glanés par Androni Giocattoli-Sidermec sur les courses de trois semaines.

#### Classiques
| Classique            | Milan-San Remo | Tour des Flandres | Paris-Roubaix | Liège-Bastogne-Liège | Tour de Lombardie |
| -------------------- | -------------- | ----------------- | ------------- | -------------------- | ----------------- |
| Coureur (classement) |                |                   |               |                      |                   |

#### Grands tours
| Grand tour           | Tour d'Italie                             | Tour de France | Tour d'Espagne |
| -------------------- | ----------------------------------------- | -------------- | -------------- |
| Coureur (classement) | Fausto Masnada (26e)                      | Non invitée    | Non invitée    |
| Accessits            | Prix de la combativité (Davide Ballerini) | -              | -              |